# Puente Çanakkale 1915
El puente Çanakkale 1915 (en turco: 1915 Çanakkale Köprüsü), también conocido como puente de los Dardanelos (en turco: Çanakkale Boğaz Köprüsü), es un puente colgante de carretera en la provincia de Çanakkale, en el noroeste de Turquía. Situado justo al sur de las ciudades de Lapseki y Galípoli, el puente atraviesa el estrecho de los Dardanelos, a unos 10 km al sur del mar de Mármara.
El puente es la pieza central del proyecto de autopista entre Silivri y Balıkesir, con un presupuesto de 2800 millones de dólares, que conectará las autopistas O-3 y O-7 en Tracia Oriental con la autopista O-5 en Anatolia. Con una luz principal de 2023 m, el puente superó en 32 m al puente Akashi Kaikyo de Japón y se convirtió en el puente colgante más largo del mundo.
El puente fue inaugurado oficialmente por el presidente Recep Tayyip Erdoğan el 18 de marzo de 2022. El puente es el primer paso fijo sobre los Dardanelos y el sexto que cruza los Estrechos Turcos (después de 3 puentes y 2 túneles en el estrecho del Bósforo) en total.